# Peliococcus trispinosus
Peliococcus trispinosus är en insektsart som först beskrevs av James 1936.  Peliococcus trispinosus ingår i släktet Peliococcus och familjen ullsköldlöss.
Artens utbredningsområde är Kenya. Inga underarter finns listade i Catalogue of Life.